# Верољуб Стевановић
Верољуб Стевановић (Крагујевац, 17. септембар 1946) српски је политичар. Стевановић је потпредседник политичке странке Здрава Србија, бивши градоначелник Крагујевца и народни посланик у Народној скупштини Републике Србије.

## Биографија
Рођен је 17. септембра 1946. године у Крагујевцу. Дипломирао је на Машинском факултету, Универзитет у Крагујевцу.
Политичка каријера Верољуба Стевановића је почела 1993. године, када је освојио свој први посланички мандат у Народној скупштини Републике Србије, као посланик Српског покрета обнове.
До 2006. године био је потпредседник Српског покрета обнове, а у прелазној Влади Републике Србије 2000. године био је коминистар за индустрију. Први градоначелник града Крагујевца постао је 1996. године. На првим непосредним изборима за градоначелника, одржаним 2004. године, изабран је поново за градоначелника града Крагујевца.
Један је од оснивача регионалне странке Заједно за Крагујевац која је у Крагујевцу освојила власт на последњим локалним изборима 2008. године. На седници Скупштине града, одржаној 23. јуна 2008. године, већином гласова од укупно 87 одборника, Стевановић је трећи пут изабран за градоначелника Крагујевца.
Посланик је у Народној скупштини Републике Србије, изабран на листи коалиције За демократску Србију.
Верољуб Стевановић је 2. маја 2009. године, изабран за председника регионалне политичке странке Заједно за Шумадију.
Стевановић је једногласно изабран на Оснивачком конгресу Заједно за Шумадију, који је одржан под слоганом Шумадија усред света, а на коме је присуствовало 460 делегата из 15 градских и општинских одбора.
2020. године странка Заједно за Шумадију утопила се у Здраву Србију, а Верољуб Стевановић је постао потпредседник Здраве Србије.
2022. године Стевановић је прешао у ПОКС и постао потпредседник странке.
Православне је вероисповести, ожењен, има две ћерке, Катарину и Јелену.

## Награде
- 2013. године Регионална агенција БиХ, магазин Менаџер и Удружење менаџера уручили су Верољубу Стевановићу признање Најбољи менаџер-градоначелник југоисточне и средње Европе.[7]
- 16. новембра 2013. године одлуком Светог архијерејског синода Српске православне цркве додељен је орден Светог Саве другог степена градоначелнику Крагујевца Верољубу Стевановићу.[8]

## Галерија
- Заједно за Шумадију
- Верољуб Стевановић
- Верољуб Стевановић